# August-Martin Euler

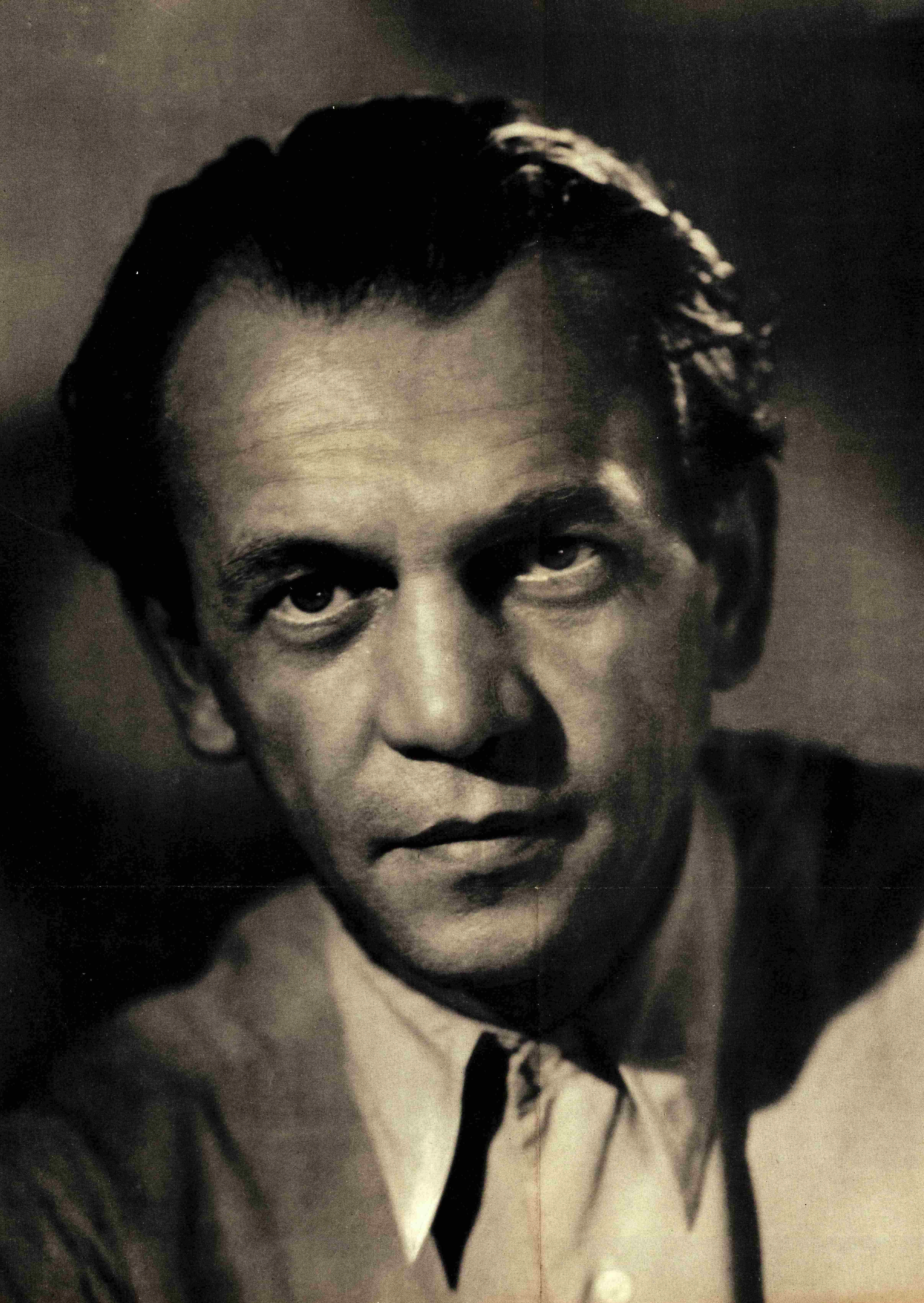
August-Martin Euler

August-Martin Euler (* 9. Mai 1908 in Kassel; † 4. Februar 1966 in Brüssel) war ein deutscher Politiker (FDP, später FVP und Deutsche Partei). Er war von 1947 bis 1956 Landesvorsitzender der FDP Hessen, von 1949 bis 1958 Mitglied des Deutschen Bundestages und dort 1951–52 Vorsitzender der FDP-Fraktion. 1956 führte er eine Abspaltung von der FDP-Fraktion, die sogenannte Eulergruppe.

## Leben und Beruf
Nach dem Abitur studierte Euler Rechtswissenschaft an der Universität Marburg und war anschließend von 1936 bis 1944 in verschiedenen juristischen Stellungen tätig. Seit 1939 war er als Justitiar der I.G. Farben Generalbevollmächtigter für Chemie in Berlin. Euler, der eine Ausbildung bei der Schutzpolizei durchlaufen hatte, wurde am 29. November 1944 als Polizist zur Waffen-SS in das SS-Polizei-Regiment 2 Brandenburg eingezogen.
1945/46 war er Landrat im Kreis Hersfeld. Anschließend war er als Rechtsanwalt tätig. 1953 gehörte er dem Club 53 um Arnold Bode an. Im September 1958 wurde er Generaldirektor bei der Versorgungsabteilung der EURATOM.
Er war der Vater der späteren Hamburger FDP-Fraktionsvorsitzenden Maja Stadler-Euler.

## Partei
Euler gehörte 1945 zu den Mitbegründern der Liberal-Demokratischen Partei, der späteren FDP, in Kassel und dann am 29. Dezember 1945 in ganz Hessen. Er wurde 1946 zunächst Landesgeschäftsführer und im Juni 1947 Landesvorsitzender der FDP Hessen als Nachfolger von Georg Ludwig Fertsch. Das Amt behielt er bis zu seinem Parteiaustritt 1956. Beim Gründungsparteitag der FDP in Heppenheim im Dezember 1948 wurde Euler in den engeren Vorstand der Bundespartei gewählt. Auf dem Bundesparteitag der FDP 1949 in Bremen wollte er ein Bekenntnis zur Wiederbewaffnung durchsetzen, scheiterte jedoch an der damals antimilitaristischen Stimmung der Mehrheit der Delegierten.
In der Sitzung des Bundeshauptausschusses der FDP am 21. September 1950 sprach er sich dafür aus, nicht nur die Unvereinbarkeit der Mitgliedschaft in der FDP mit der Mitgliedschaft in der Vereinigung der Verfolgten des Naziregimes, sondern auch mit der in der Deutschen Friedensgesellschaft zu beschließen. Während die erste Forderung wegen des bestimmenden Einflusses der KPD auf die VVN mit klarer Mehrheit verabschiedet wurde, scheiterte der Antrag bezüglich der Friedensgesellschaft, schließlich war mit Harald Abatz ein FDP-Mitglied Bundesvorsitzender der DFG. Auf dem Bundesparteitag im September 1951 in München kandidierte er gegen den bisherigen stellvertretenden Bundesvorsitzenden Hermann Schäfer und unterlag knapp mit 114 zu 139 Stimmen.
Zusammen mit Hans-Joachim von Merkatz trat Euler 1950 für die rigorose Beendigung der Entnazifizierung ein. Beide waren dabei bestrebt, auch die sogenannten Hauptschuldigen und Belasteten von allen damals aktuellen oder drohenden Sanktionen zu entlasten.
Euler gehörte zu den striktesten Vertretern einer Bürgerblock-Orientierung der FDP. So forderte er 1952 den Ausschluss der baden-württembergischen FDP/DVP, die er als Demi-Marxisten bezeichnete, aus der Partei, nachdem Reinhold Maier im Südweststaat eine Koalition mit der SPD eingegangen war.
Der Koalitionswechsel der FDP in Nordrhein-Westfalen 1956 von der CDU zur SPD führte schließlich dazu, dass sich eine Gruppe von FDP-Mitgliedern und Abgeordneten unter Eulers Führung im Februar 1956 von der Partei trennte und die Freie Volkspartei (FVP) gründete. Mit der FVP kam Euler im März 1957 zur Deutschen Partei (DP).

## Abgeordneter
Euler war 1946/47, 1950/51 und 1954/55 Landtagsabgeordneter in Hessen. 1946/47 und 1954/55 war er dort auch Fraktionsvorsitzender.
Er saß von 1947 bis 1949 für Hessen im Wirtschaftsrat des Vereinigten Wirtschaftsgebietes, in dem er stellvertretender Vorsitzender der FDP-Fraktion war. Dem Deutschen Bundestag gehörte Euler von 1949 bis 1958 an. Bei der Bundestagswahl 1949 wurde er im Bundestagswahlkreis Fritzlar-Homberg mit 27,8 Prozent der Stimmen, aber mit deutlichem Vorsprung vor dem SPD-Kandidaten (22,9 Prozent), direkt ins Parlament gewählt und konnte den Wahlkreis auch 1953 behaupten. Er sprach sich 1949 zunächst für eine gemeinsame Fraktion mit der Deutschen Partei aus.
Zunächst stellvertretender Fraktionsvorsitzender, wurde er am 10. Januar 1951 mit 23 zu 22 Stimmen gegen den bisherigen Amtsinhaber Hermann Schäfer zum Vorsitzenden der FDP-Bundestagsfraktion gewählt. Bereits ein Jahr später trat er jedoch nicht mehr für das Amt an. In der ersten Wahlperiode war er auch Vorsitzender des Sachverständigen-Ausschusses für die Neugliederung des Bundesgebietes, in dem er weitgehende Forderungen nach einer Reduzierung der Zahl der deutschen Länder vertrat. 1953 wurde er erneut stellvertretender Fraktionsvorsitzender.
Gemeinsam mit dem sogenannten Ministerflügel (einschließlich der vier bisherigen FDP-Minister des Kabinetts Adenauer II: Franz Blücher, Fritz Neumayer, Victor-Emanuel Preusker und Hermann Schäfer) verließ Euler, nach dem diese 16 Abgeordneten auch Euler-Gruppe genannt wurden, am 23. Februar 1956 die FDP-Fraktion. Die Gruppe gründete die FVP, die sich ein Jahr später mit der Deutschen Partei vereinigte. Für die DP/FVP-Fraktion wurde er gegen Ende der Wahlperiode Vorsitzender des Bundestagsausschusses für Atomfragen. Bei der Bundestagswahl 1957 zog er auf der hessischen Landesliste der DP wieder ins Parlament ein. Sein Mandat legte er am 10. September 1958 nieder, als er zur EURATOM wechselte. Er war 1949 Mitglied der ersten und 1954 der zweiten Bundesversammlung.